# Episodi di Hey Monie! (prima stagione)
La prima stagione della serie animata Hey Monie!, composta da 7 episodi, è stata trasmessa negli Stati Uniti, da BET, dal 4 marzo al 15 aprile 2003.
In Italia la stagione è inedita.
| nº | Titolo originale    | Prima TV USA   |
| -- | ------------------- | -------------- |
| 1  | Moving              | 4 marzo 2003   |
| 2  | Cocktail Party      | 11 marzo 2003  |
| 3  | Bad Hair Day        | 18 marzo 2003  |
| 4  | Getta Life          | 25 marzo 2003  |
| 5  | Sick Friends        | 1º aprile 2003 |
| 6  | Chad's Gig          | 8 aprile 2003  |
| 7  | Dinner at Grannie's | 15 aprile 2003 |